# کنراد کوتز
کنراد کوتز (متولد ۱۲ ژوئیه ۱۹۷۰) یک بازیگر و معلم بریتانیایی-کانادایی است. شناخته شده نقش او در سریال دگراسی: نسل بعدی به عنوان پدر جیمی بروکس است.

## زندگی‌نامه

### اوایل زندگی
کوتز در لندن، انگلستان در خانواده ای مهاجر از جامائیکا متولد شد. در سنین جوانی به کانادا رفت و در آنجا تحصیل کرد. پس از مدرسه، وی در تئاترهای محلی و منطقه ای و در جشنواره استراتفورد (شکسپیر) کار کرد.

### حرفه
از سال ۱۹۸۵ کوتز در تئاتر، فیلم، تلویزیون و رادیو بازیگری کرد و در بیش از ۴۰ اثر صحنه در سراسر کشور اجرا کرد.
علاوه بر کار گسترده در تلویزیون کانادایی و آمریکایی، کارهای او شامل نویسندگی، تولید، تدریس و مربیگری نیز می‌شود.
وی در سال ۲۰۰۳ فیلمی کوتاه با عنوان "داکوتاً را نوشت، تهیه و کارگردانی کرد و برای چندین سال، کوتز معلم نمایشی برای چند رشته‌ای "برنامه SuiteLife Arts for Youth" در تورنتو بود.
او در اوایل، نقش‌های شخصیتی را در چندین مجموعه تلویزیونی از جمله Kyle XY , The Zack Files , La Femme Nikita و This Arms of Mine بازی کرده‌اند. او در فیلم پرسی جکسون و المپ نشینان: دزد صاعقه به عنوان هفائستوس ظاهر شد.
او همچنین در قسمت سوپرنچرال به عنوان یکی از شیاطین کراولی در قسمت «گرمای قفس» ظاهر شده‌است.
کنراد در سریال نجات امید به عنوان برایان تراورز ظاهر شد. در حال حاضر، او یک نقش دوره ای در سریال شبکه سای فای، دفاینس، بازی کرد
کنراد یک مدرسه بازیگری را تحت عنوان " Coates and Company بایگانی‌شده  در ۹ فوریه ۲۰۱۳ توسط Wayback Machine " تدریس می‌کند.

## فیلم‌شناسی
- کایل ایکس‌وای
- ترون: میراث
- پرسی جکسون و المپ‌نشینان: دزد صاعقه
- نجات امید
- نام گل سرخ
- اره ۲
- سنتینل
- رزیدنت ایول کد: ورونیکا صداپیشه
- به خاطرش مردن
- دفاینس
- به مارون خوش آمدید
- دگراسی: نسل بعدی
- حمله خورشیدی
- به‌زودی
- جان‌بها
- مردان ایکس: آپوکالیپس
- مراقبت‌های ویژه